# Brickaville
Brickaville é uma cidade em Madagascar com 30000 habitantes. Fica na região Atsinanana e é sede do Distrito de Brickaville.

## Geografia
Brickaville está situada na estrada nacional n.º 2, 105 km ao sul de Toamasina e a 220 km de Antananarivo.
O rio Rianila passa por Brickaville.

## Economia
A cidade tem uma usina de açúcar e fica na linha de caminhos de ferro da costa oriental Toamasina-Antananarivo.